# Winterkälte
Winterkälte ist ein deutsches Rhythm-’n’-Noise-Musikprojekt. Es gilt als stilprägend für das Genre.

## Geschichte
Nach vier veröffentlichten Alben folgte 2014 eine Retrospektive; alle Tonträger sind auf dem Label Hands Productions erschienen.
Neben genrespezifischen Festivals wie E-Tropolis, Maschinenfest, Schlagstrom, Wrocław Industrial hat das Projekt häufig Live-Auftritte bei großen Festivals wie dem Wave-Gotik-Treffen, dem Amphi Festival, dem Dark Dance Treffen, dem Infest in England oder dem Summer Darkness Festival.

## Stil
Musikalisch kennzeichnend ist ein Gemenge aus brachialer Härte und komplexen Rhythmen, das ohne Stimmen und ohne Instrumente auskommt. Inhaltlich soll die Zerstörung natürlicher Ressourcen adressiert werden. Die Band selbst bezeichnet ihren Stil als „Drum and Noise“.

## Diskografie
Studioalben
- 1994: Winterkälte
- 1997: Structures of Destruction
- 1999: Drum ’n’ Noise
- 2004: Disturbance
- 2006: First Album (Wiederveröffentlichung)

Singles und EPs
- 1995: Winterkälte
- 1997: Progressive
- 2001: Greenwar

Kompilationen
- 2014: Maschinenfest Tracks 1999–2014